# Lucio Deval
Lucio Deval (Argentina, 1919 – Ibídem, 1988) fue un actor de cine, televisión y teatro 

## Actividad profesional
En la década de 1950 trabajó en programas televisivos como El cuadro de mi familia, Tarde de vosotras, Qué dice una mujer cuando no habla y El Teleteatro para la hora del té, generalmente en roles de reparto y encarnando personajes bondadosos. En 1967 formó el personal de la tira cómica Dr. Cándido Pérez, señoras, protagonizada por Juan Carlos Thorry y Julia Sandoval, junto a Teresa Blasco, Cristina Gaymar, Meneca Norton, Mónica Grey y Rodolfo López Ervilha. En el cine,  a partir de su participación en el filme Ayúdame a vivir (1936) protagonizado por Libertad Lamarque y dirigido por José Agustín Ferreyra trabajó en varias películas, dirigido por buenos directores, tales como Fernando Ayala, David José Kohon y  Daniel Tinayre, entre otros.
En teatro se recuerda su participación en la representación del sainete Los disfrazados en 1975 en el Teatro General San Martín.
Lucio Deval falleció en el año 1988.

## Filmografía
- Pasajeros de una pesadilla (1984) …Director teatral
- Así es Buenos Aires (1971)
- Amor libre (1969)
- Cuidado con las colas (1964)
- La cigarra no es un bicho (1963)
- La fin del mundo (1963)
- Quinto año nacional (1963)
- Tres veces Ana (1961)
- El rufián (1961) …Policía 1
- Bárbara atómica (1958)
- El hermoso Brummel (1951)
- Captura recomendada (1950) …Guardia de aduana
- El misterio del cuarto amarillo (1947) ,,,Periodista

## Televisión
- Como en el teatro  (serie) (1982)
  - El enamoradizo (1982)
- Los especiales de ATC  (serie) (1982) 
  - Gorrión (1982)
- Comedias para vivir  (serie) (1981) 
  - De seis a ocho: asesinar a López (1981)
  - Mi hijo el ministro (1981)
- El ciclo de Guillermo Bredeston y Nora Cárpena  (serie) (1981)  
  - La viuda es sueño (1981)
  - Los Beltrán y un año más (1981)
- Los exclusivos del Nueve  (serie) (1981)  
  - La novia de los forasteros (1981)
- Dios se lo pague (1981)
- Alta comedia  (serie) (1970-1975)  
  - María (1975)
  - La casa junto al río (1975)
  - Soledad de una caída (1974)
  - El inquilino desconocido (1971) ... Sr. Wright
  - Muerte civil (1971) ... Gaetano
- Teatro como en el teatro  (serie) (1975)  
  - Un tío simpático, pero tramposo (1975)
- Alberto Vilar, el indomable (serie) (1974)  
  - Episodios 16 a 20
- Humor a la italiana  (serie) (1974) 
  - Una mujer entre mis brazos (1974)
  - Dios salve a Escocia (1974)
- Narciso Ibáñez Serrador presenta a Narciso Ibáñez Menta  (serie) (1974)  
  - El trapero (1974)
- Vermouth de teatro argentino  (serie) (1974)  
  - La Gringa (1974)
- Lo mejor de nuestra vida... nuestros hijos  (serie) (1973)  
  - Episodios 15 a 19
- Teatro de Pacheco  (serie) (1973) 
  - El casado casa quiere (1973)
- Teleteatro Palmolive del aire (serie) (1971)  
  - La pecosa (1971)
  - Yo seré tu mundo (1964)
- El monstruo no ha muerto  (miniserie) (1970) 
  - Episodios 1 a 3
- Otra vez Drácula  (miniserie) (1970)
  - Episodios 1 a 3
- Su comedia favorita  (serie) (1970) 
  - Mujer libre compra marido de ocasión (1970)
- Jugar a morir  (serie) (1969)  
  - Episodios 15 a 19
- Teatro de suspenso  (serie) (1959)